# 埼玉県道126号所沢堀兼狭山線

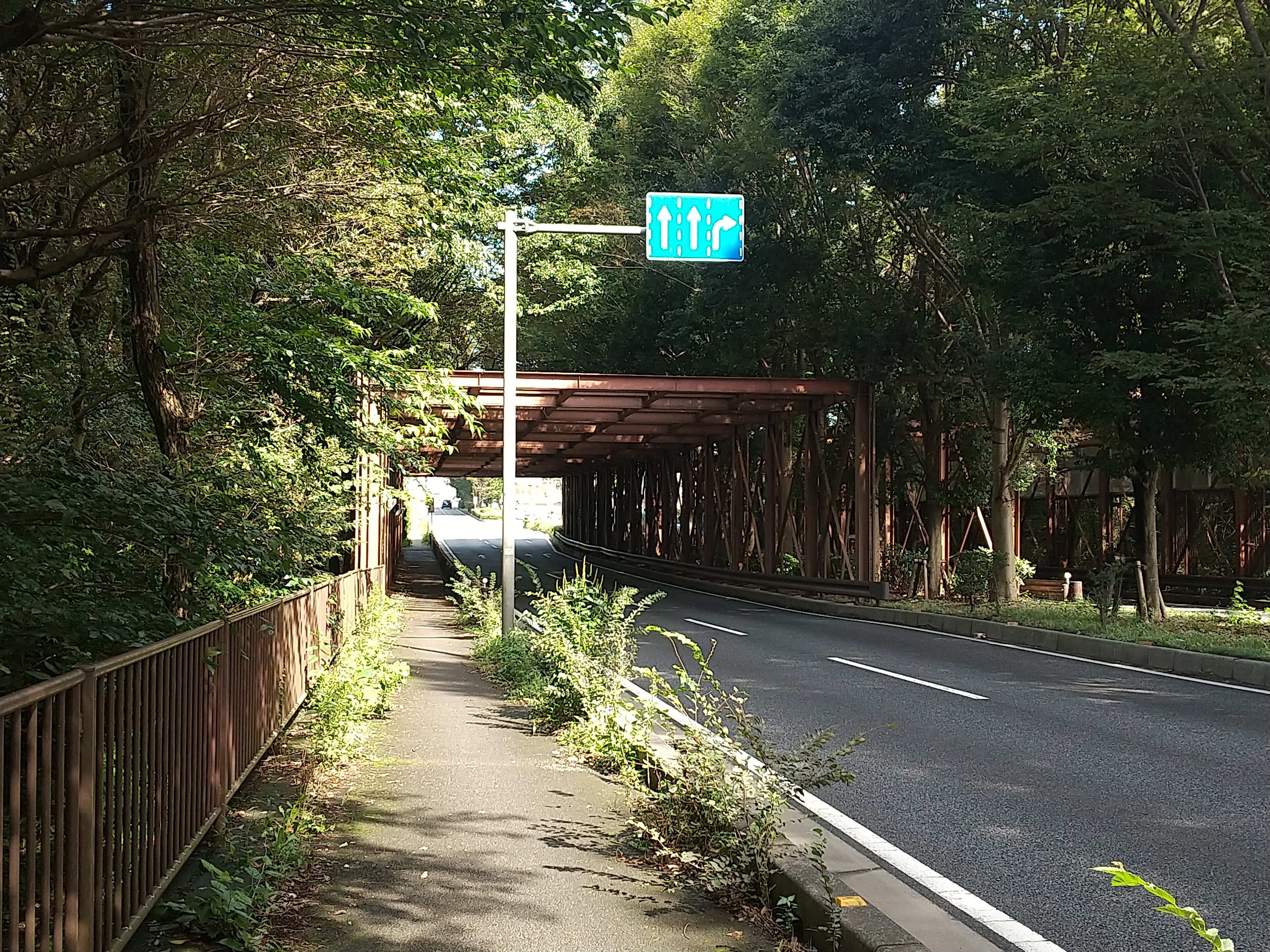
所沢市松郷付近

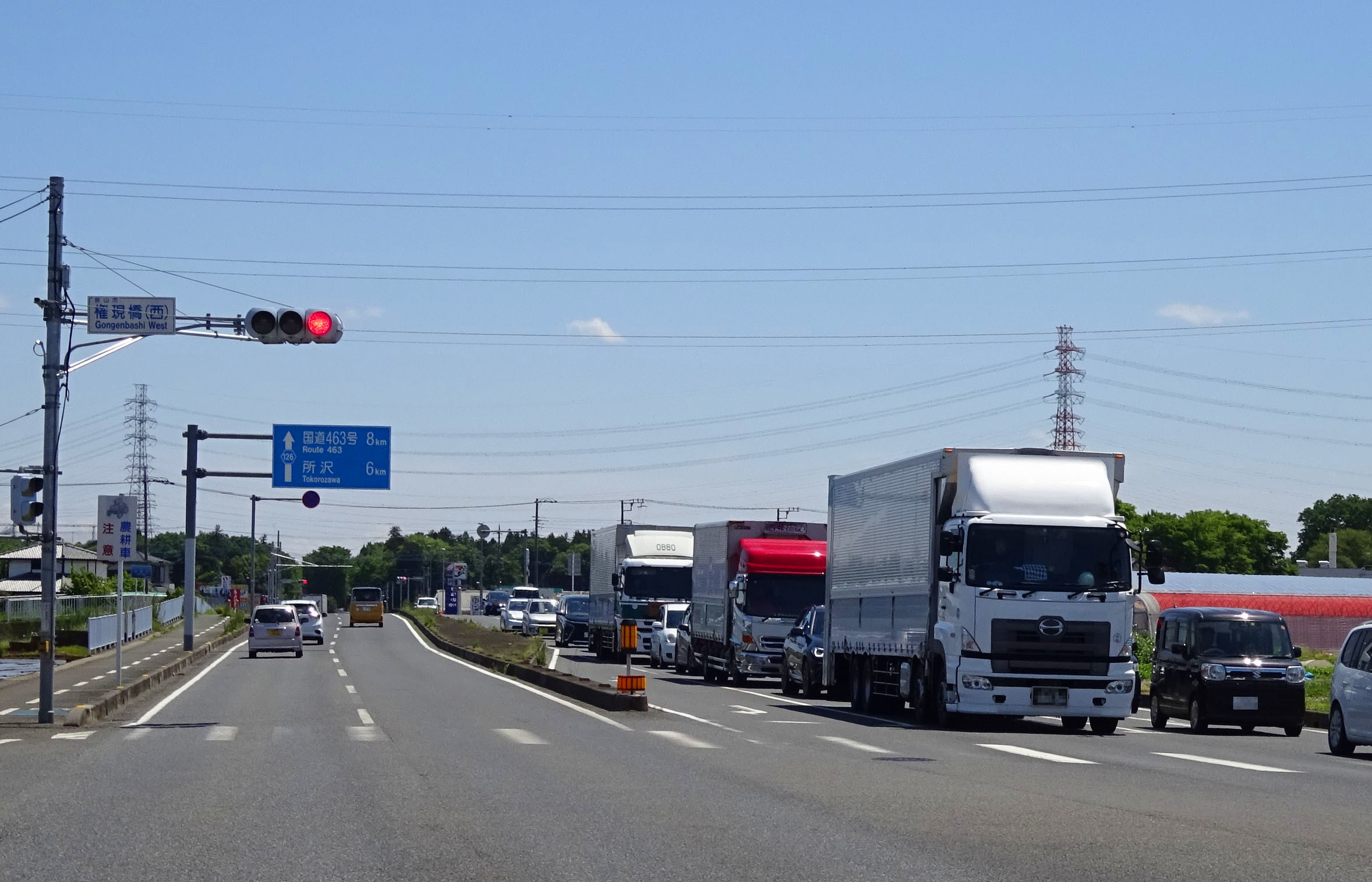
狭山市堀兼付近

埼玉県道126号所沢堀兼狭山線（さいたまけんどう126ごう ところざわほりがねさやません）は、埼玉県の県道である。東京都方面と埼玉県西部を結ぶ主要な幹線道路の一つであり、全線が往復4車線で整備されている。

## 概略
所沢市から狭山市に至る全長10.6km全線片側2車線の県道である。起点の松郷交差点では国道463号と交差し、直進方向は埼玉県道24号練馬所沢線と接続している。交差部は立体化の計画がある。片側1車線区間が残る463号と比較し、東所沢地区から飯能・秩父方面の旅行速度に優位性がある。
最後まで未成区間であった堀兼工区（新開 -堀兼神社北間1.9km）のうち赤坂の森公園・秋草学園高等学校周辺でオオタカ等の貴重動植物が生態していることが判明。県ではグリーントンネル方式など環境保護工法での工事施工したため開通は大幅に遅れ、2013年3月24日に全線開通した。
都市計画道路名は「東京狭山線」であり、埼玉県道24号と合わせ2021年現在は東京都との都県境（清瀬橋）まで整備が進んでいる。東京都内（都下）では都市計画道路「新東京所沢線」、さらに23区内は放射7号線（関越自動車道練馬インターチェンジに接続している道路）となり、一般に目白通りと称される道路として千代田区の九段下交差点まで一続きになる計画である。

## 地理

### 通過する自治体
- 埼玉県
  - 所沢市
  - 狭山市

### 交差する道路
| 交差する道路                       | 交差点名   | 所在地 | 所在地 | 所在地       |
| ---------------------------------- | ---------- | ------ | ------ | ------------ |
| 埼玉県道24号練馬所沢線・清瀬方面   |            |        |        |              |
| 国道463号                          | 松郷       | 埼玉県 | 所沢市 | 松郷         |
| （学園通り）                       |            | 埼玉県 | 所沢市 | 中富南       |
| 埼玉県道56号さいたまふじみ野所沢線 | 中富       | 埼玉県 | 所沢市 | 中富         |
| （かめがね新道）                   | 下富駿河台 | 埼玉県 | 所沢市 | 下富         |
| 埼玉県道6号川越所沢線              | 新開       | 埼玉県 | 所沢市 | 下富         |
| 埼玉県道8号川越入間線              | 堀兼       | 埼玉県 | 狭山市 | 堀兼         |
| （狭山中央通り）                   | 狭山台交番 | 埼玉県 | 狭山市 | 狭山台一丁目 |
| 埼玉県道340号中新田入間川線        | 田中       | 埼玉県 | 狭山市 | 沢           |
| 国道16号                           | 上奥富     | 埼玉県 | 狭山市 | 上奥富       |
| 埼玉県道397号堀兼根岸線・飯能方面  |            |        |        |              |

### 交差する鉄道・河川
- 東川
- 砂川堀（富の橋）
- 不老川（新権現橋）
- 加佐志堀
- 三ツ木堀
- 西武新宿線

### 沿線の施設
- 所沢カルチャーパーク
- 所沢特別支援学校
- DCM所沢中富店（旧ケーヨーデイツー）
- スーパーオザム中富店
- ワークマン所沢中富店
- フライングガーデン所沢下富店
- 秋草学園高等学校
- 堀兼・上赤坂公園
- 狭山市立狭山台中学校
- 狭山台中央公園
- DCM狭山店（旧ケーヨーデイツー）
- ベルクベスタ狭山店

## ギャラリー

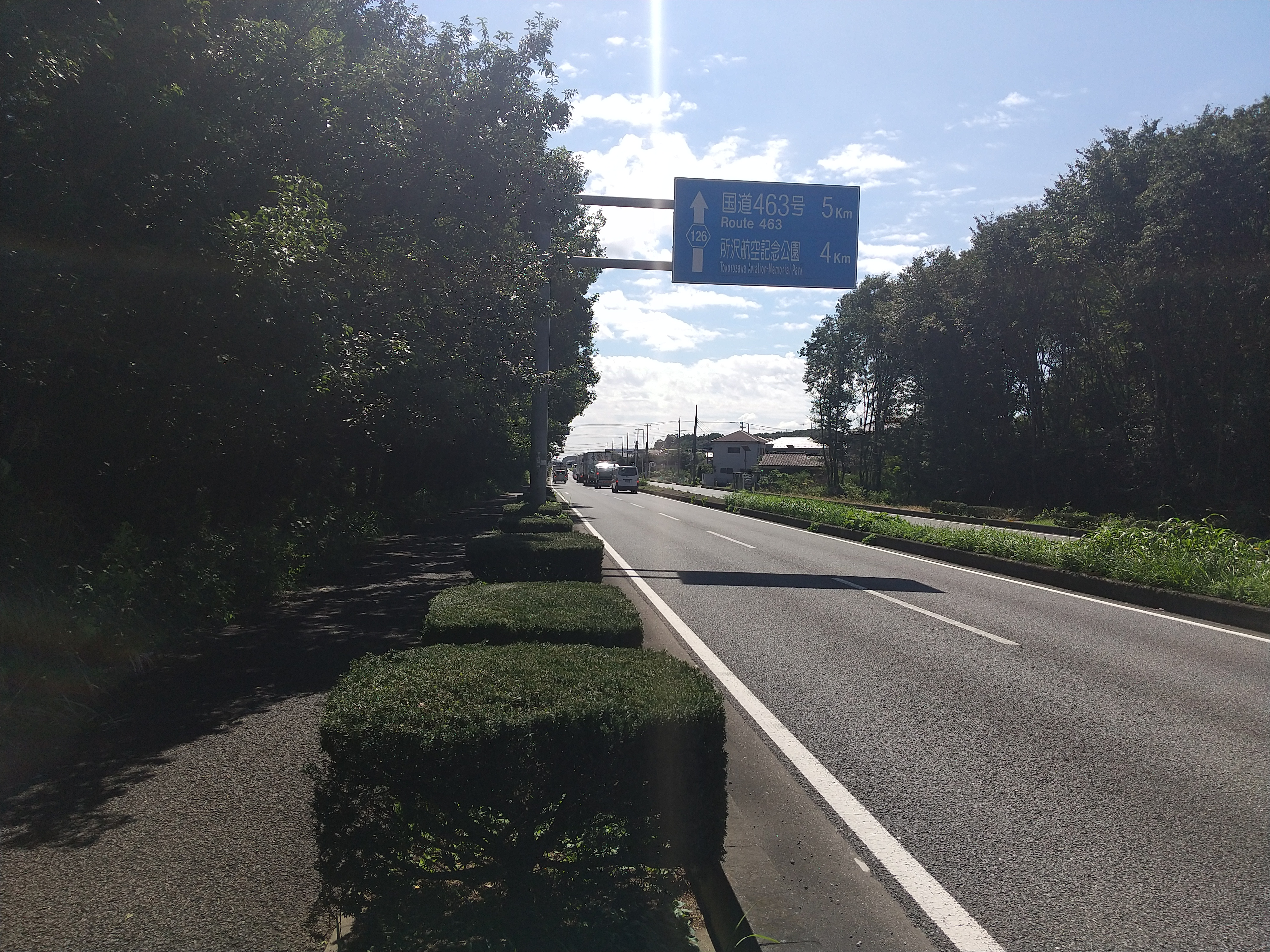
所沢市下富付近
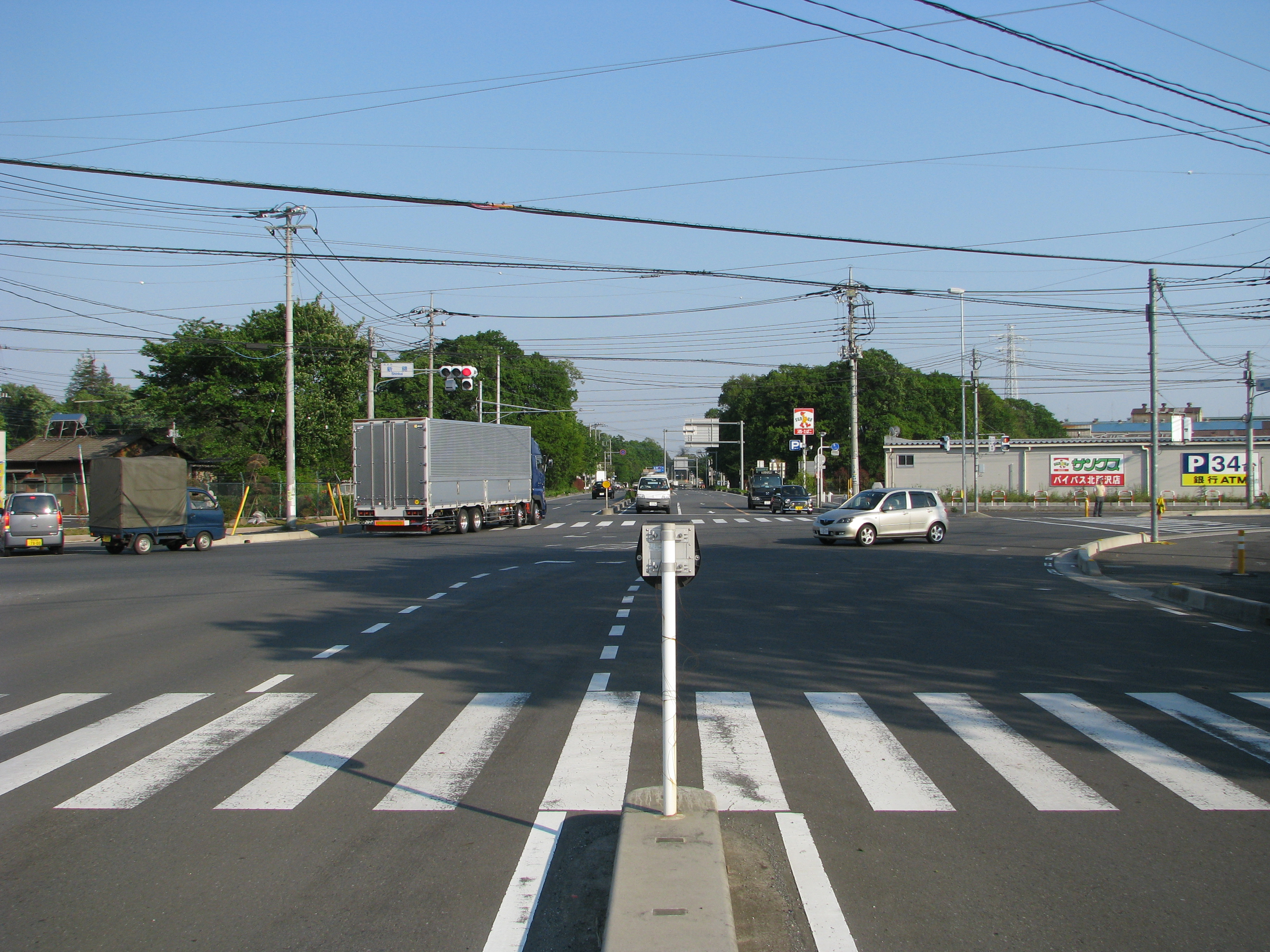
所沢市新開
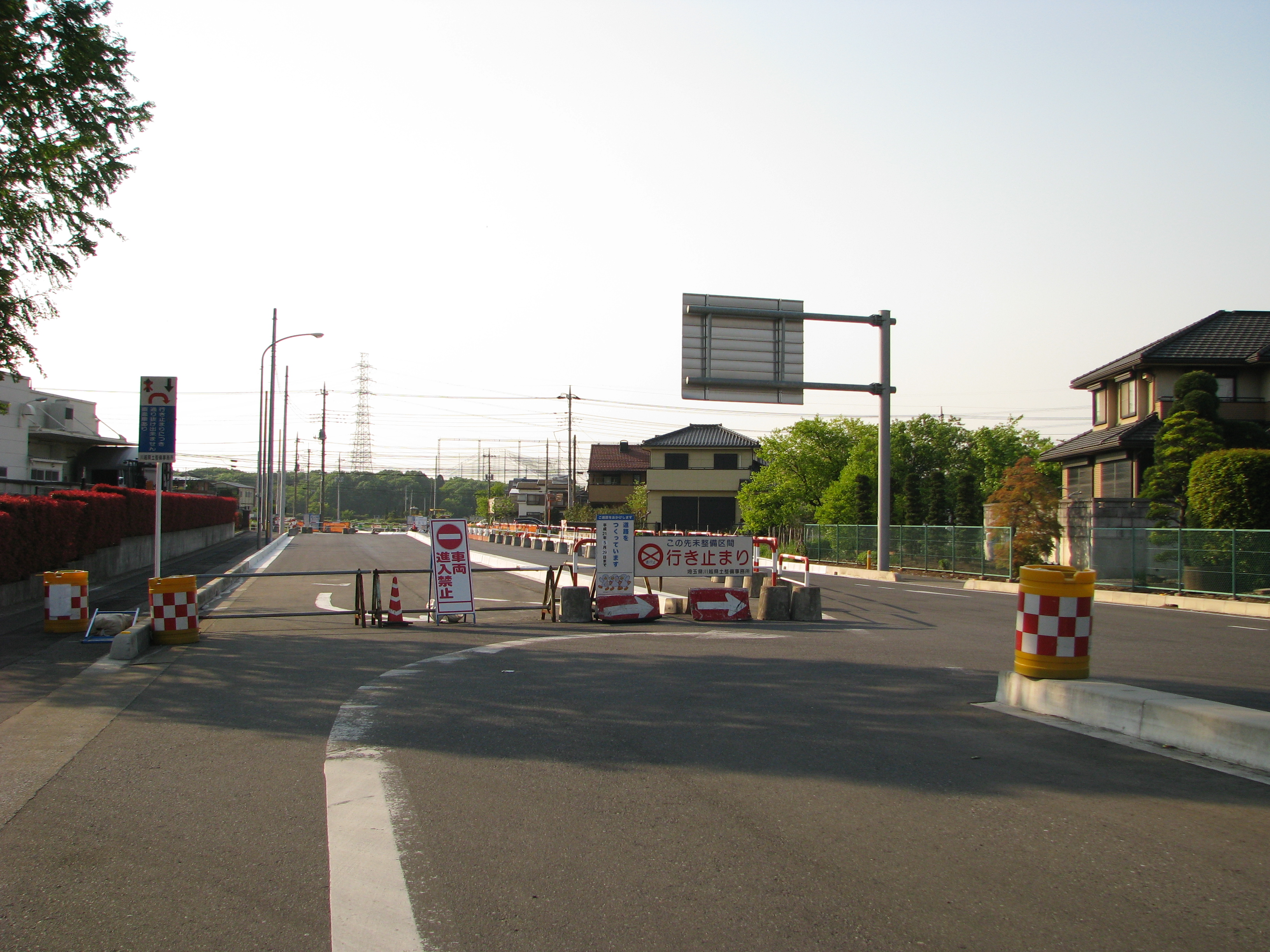
所沢市新開（開通前）
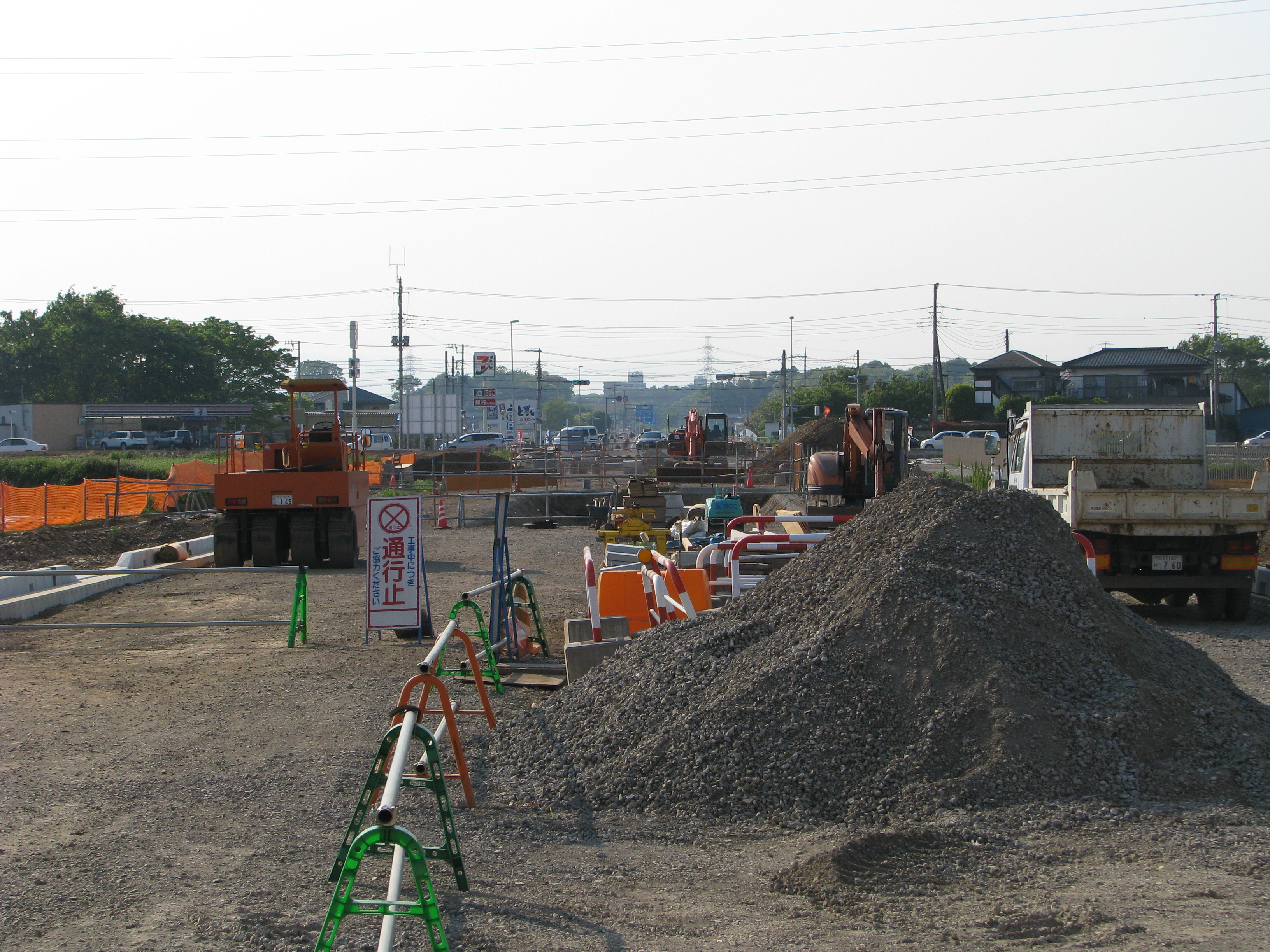
狭山市堀兼神社北（開通前）
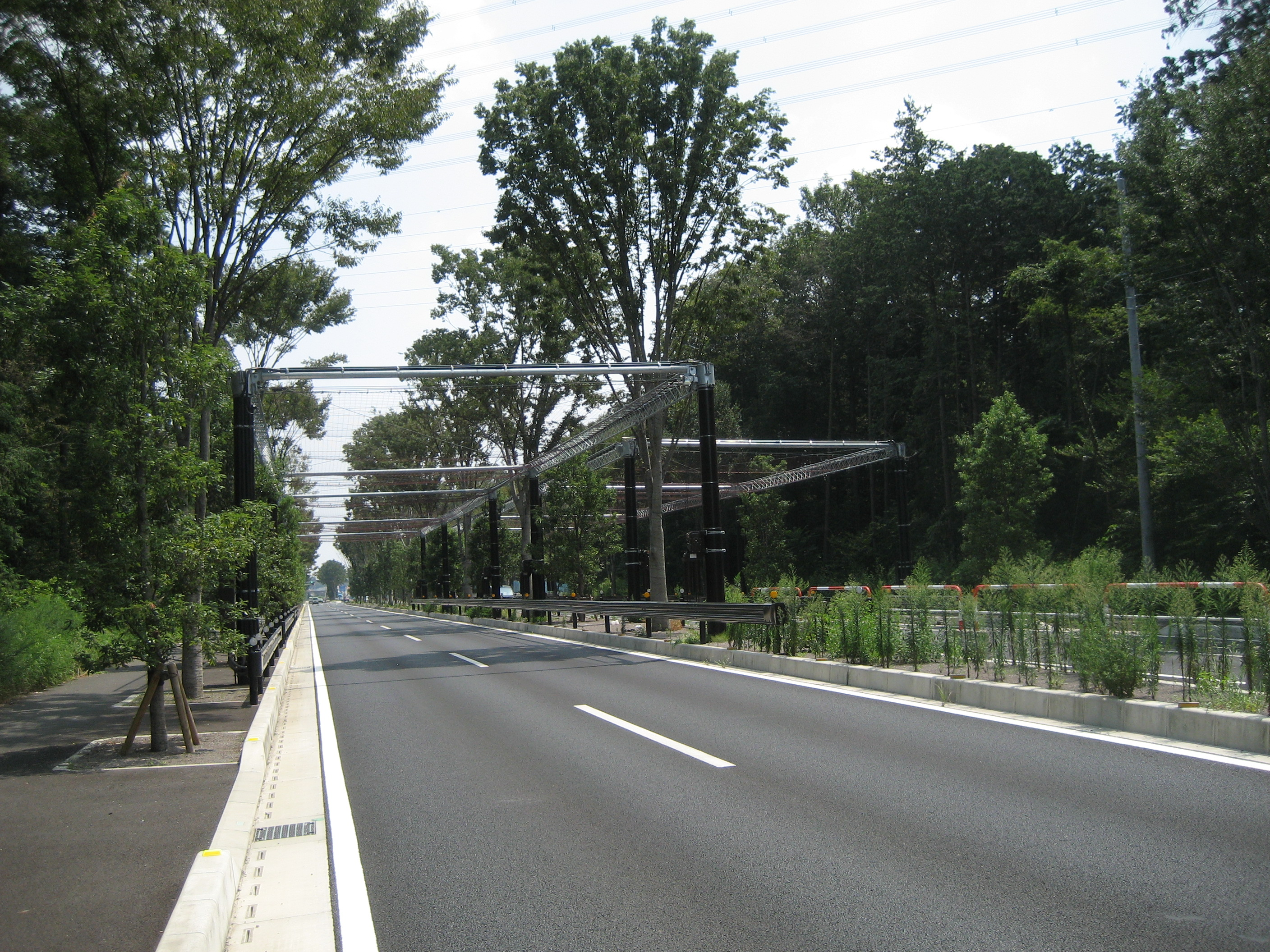
オオタカ保護区間
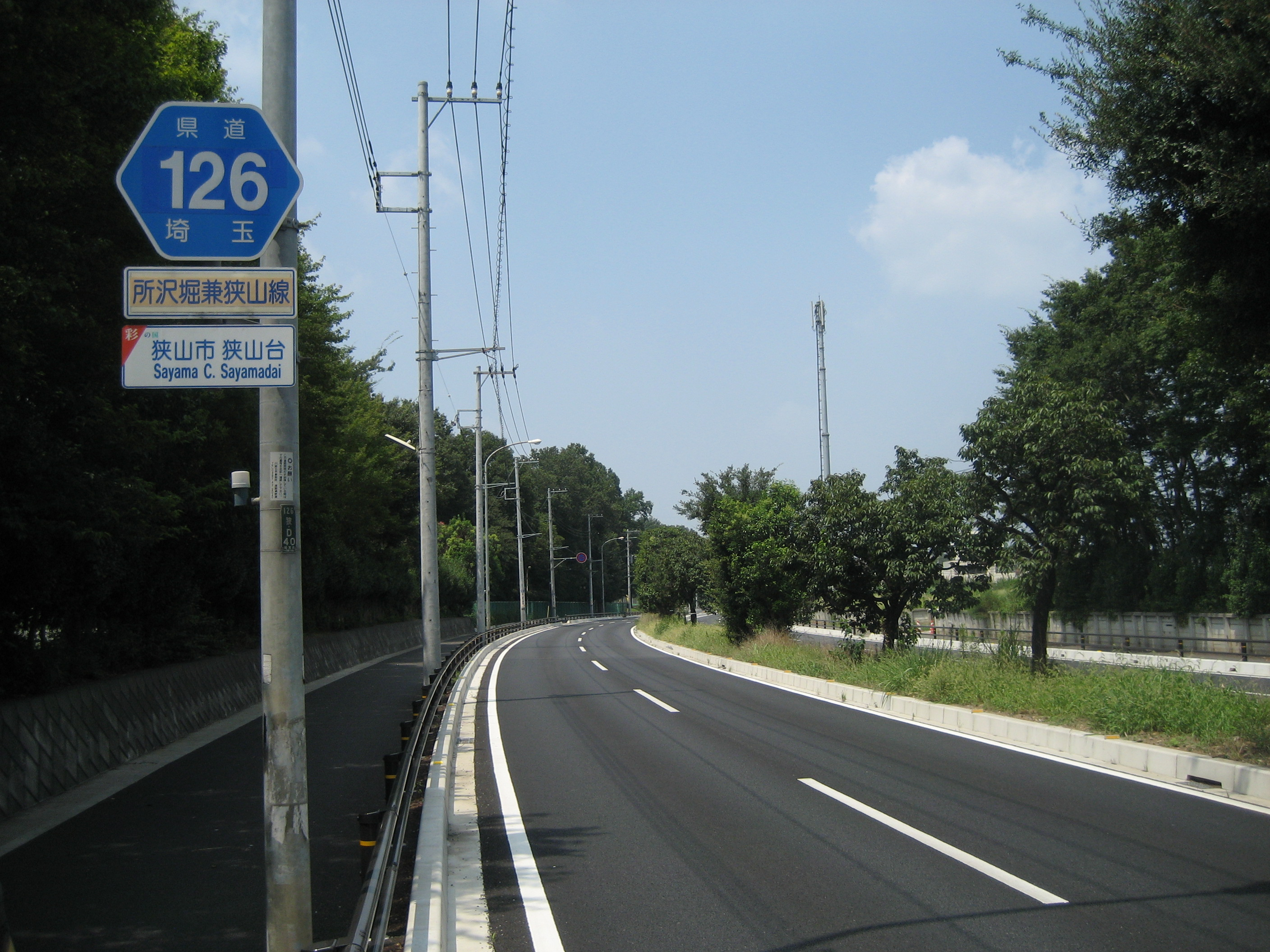
狭山市狭山台付近